# Milo B. Lory
Milo B. Lory (* 12. November 1903 in Indiana, Vereinigte Staaten; † 3. Dezember 1974 in Hollywood, Kalifornien) war ein US-amerikanischer Tontechniker und Oscarpreisträger.

## Leben und Wirken
Lory lebte bereits seit früher Kindheit in Los Angeles. Ob er nach seiner Ausbildung sofort im Filmgeschäft landete, lässt sich nicht mit Bestimmtheit sagen. Erst im Alter von 50 Jahren ist seine erste Beteiligung an einem Film nachweisbar. Lory wurde von der Produktionsfirma MGM eingestellt und mit dem Tonschnitt zu mehreren Filmen betraut. In der Folgezeit war Lory aber auch an Produktionen anderer Arbeitgeber beteiligt und besorgte die Toneffekte bzw. den Tonschnitt zu so stargespickten Großproduktionen wie In 80 Tagen um die Welt, Ben Hur und Meuterei auf der Bounty. Für seine Arbeit an Ben Hur wurde er gemeinsam mit den Kollegen A. Arnold Gillespie und Robert MacDonald mit einem Oscar belohnt. Eine weitere Oscar-Nominierung gab es, erneut an Gillespies Seite, für Meuterei auf der Bounty. Lory blieb bis 1971 aktiv, dann zog er sich ins Privatleben zurück.

## Filmografie (Auswahl)
- 1954: Athena
- 1955: Oklahoma! (Oklahoma!)
- 1956: In 80 Tagen um die Welt (Around the World in Eighty Days)
- 1956: Das kleine Teehaus (The Teahouse of the August Moon)
- 1957: Luftfracht Opium (Tip on a Dead Jockey)
- 1957: Vom Teufel geritten (Saddle the Wind)
- 1959: Ben Hur (Ben Hur)
- 1962: Meuterei auf der Bounty (Mutiny on the Bounty)
- 1969: Zu spät für Helden – Antreten zum Verrecken (Too Late the Hero)
- 1970: Die Grissom Bande (The Grissom Gang)
- 1971: Die Organisation (The Organization)